# Одорхею-Секуєск
Одорхею-Секуєск (рум. Odorheiu Secuiesc) — місто у повіті Харгіта в Румунії, що має статус муніципію.
Місто розташоване на відстані 217 км на північ від Бухареста, 39 км на захід від М'єркуря-Чука, 139 км на схід від Клуж-Напоки, 76 км на північ від Брашова.

## Населення
За даними перепису населення 2002 року у місті проживали 36 948 осіб.
Національний склад населення міста:
| Національність            | Кількість осіб | Відсоток |
| ------------------------- | -------------- | -------- |
| угорці                    | 35357          | 95,7%    |
| румуни                    | 1077           | 2,9%     |
| цигани                    | 429            | 1,2%     |
| німці                     | 25             | 0,1%     |
| українці                  | 4              | < 0,1%   |
| вірмени                   | 3              | < 0,1%   |
| чанго                     | 2              | < 0,1%   |
| турки                     | 1              | < 0,1%   |
| серби                     | 1              | < 0,1%   |
| євреї                     | 1              | < 0,1%   |
| не вказали національність | 47             | 0,1%     |

Рідною мовою назвали:
| Мова                  | Кількість осіб | Відсоток |
| --------------------- | -------------- | -------- |
| угорська              | 35785          | 96,9%    |
| румунська             | 1056           | 2,9%     |
| циганська             | 49             | 0,1%     |
| німецька              | 12             | < 0,1%   |
| російська             | 1              | < 0,1%   |
| турецька              | 1              | < 0,1%   |
| сербська              | 1              | < 0,1%   |
| не вказали рідну мову | 43             | 0,1%     |

Склад населення міста за віросповіданням:
| Релігія                                       | Кількість осіб | Відсоток |
| --------------------------------------------- | -------------- | -------- |
| римо-католики                                 | 18494          | 50,1%    |
| реформати                                     | 11138          | 30,1%    |
| унітарії                                      | 5438           | 14,7%    |
| православні                                   | 941            | 2,5%     |
| греко-католики                                | 91             | 0,2%     |
| баптисти                                      | 89             | 0,2%     |
| не релігійні                                  | 57             | 0,2%     |
| лютерани (Синодально-пресвітеріанська церква) | 47             | 0,1%     |
| лютерани (Аугсбурзького сповідання)           | 20             | 0,1%     |
| адвентисти                                    | 16             | < 0,1%   |
| бретрени                                      | 15             | < 0,1%   |
| п'ятдесятники                                 | 9              | < 0,1%   |
| атеїсти                                       | 9              | < 0,1%   |
| лютерани                                      | 8              | < 0,1%   |
| мусульмани                                    | 1              | < 0,1%   |
| юдеї                                          | 1              | < 0,1%   |
| не вказали релігію                            | 176            | 0,5%     |

## Зовнішні посилання
- Дані про місто Одорхею-Секуєск на сайті Ghidul Primăriilor